# Joe Holiday
Joseph A. Befumo Holiday (Sicilia, 10 de mayo de 1925-9 de febrero de 2016), conocido como Joe Holiday, fue un saxofón (tenor) de jazz y director de big band estadounidense.
Su padre, clarinete, se trasladó con su familia a Nueva York cuando Josph tenía medio año de vida. Desde Newark, el saxofonista empezó a liderar sus propios grupos a mediados de los cuarenta. Las primeras grabaciones fueron con el sello King. 
Aunque estuvo vinculado al jazz, frecuentó también el mambo (colaborando con los Afro-Cubans de Machito), a través del cual consiguió un gran éxito en 1951 con "This Is Happiness". Grabó varias sesiones para Prestige en los años cincuenta contando con la colaboración de algunos de los principales músicos del momento, como el batería Max Roach y el piano Billy Taylor. Sarah Vaughan llegó a grabar su composición original "Serenada".
Holiday es también pintor abstracto, usando como tema a músicos de jazz.

## Discografía
- 1951: Joe Holiday Quintet	 	(Prestige)
- 1953: Mambo Jazz	(Original Jazz Classics)
- 1957: Holiday for Jazz	(Decca)